# 程大位

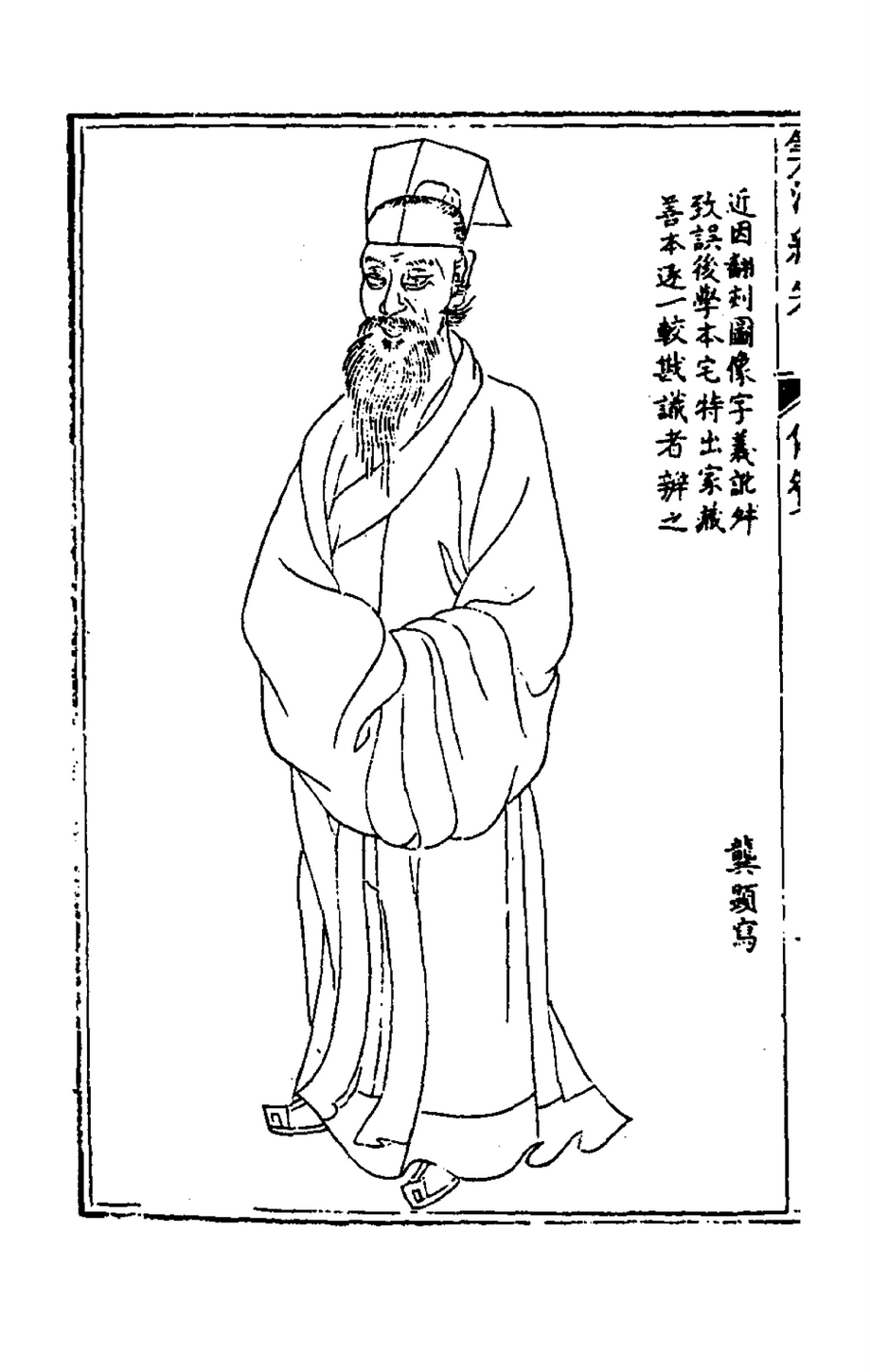

程 大位（てい だいい、拼音: Chéng Dàwèi、1533年 - 1606年）は、中国の民間数学者。字は汝思（じょし）。号は賓渠（ひんきょ）。徽州府休寧県率口の出身。異説として河南府新安県出身とする説もある。
そろばん、巻き尺を考案、「そろばんの父」、「巻き尺の父」と称される。
数学を扱った全17巻にわたる「算法統宗（正題：新編直指算法統宗）」（1592年）という著書がある。6年後には、これを簡略化した全4巻の「算法纂要」をまとめた。

## 来歴
中国の明代は、昔の高等数学書が失われて数学が衰微していたという（理由として太祖洪武帝朱元璋による大商人・知識人そして書物への弾圧を挙げる説もある）。そんな中、幼少期から数学を好んで、壮年時には華中各地の数学者を訪ねたり、江南の旅では数学書を捜し求めたりしたという。その後、徽州府休寧県に定住。
前述の「算法統宗」は、呉敬による「九章算法比類大全」（1450年）の強い影響を受けた書で、「九章算術」のスタイルで既存の中国数学を扱っており、独創性自体は少ないという指摘もある。しかし、当時ベストセラーになった。坊間刻本（民間刊行書）だけでも数十種にのぼると言われている。
この書を当時ご朱印船貿易をしていた豪商の角倉一族が入手し、一族の和算家の吉田光由にわたった。光由は、数多くの絵を入れた算術の入門書「塵劫記」（1627年）を出版する際に参考にしたともいわれる。数学書として両書には、そろばんによる珠算法を軽んじていなかったという面で共通点がある。

## ギャラリー

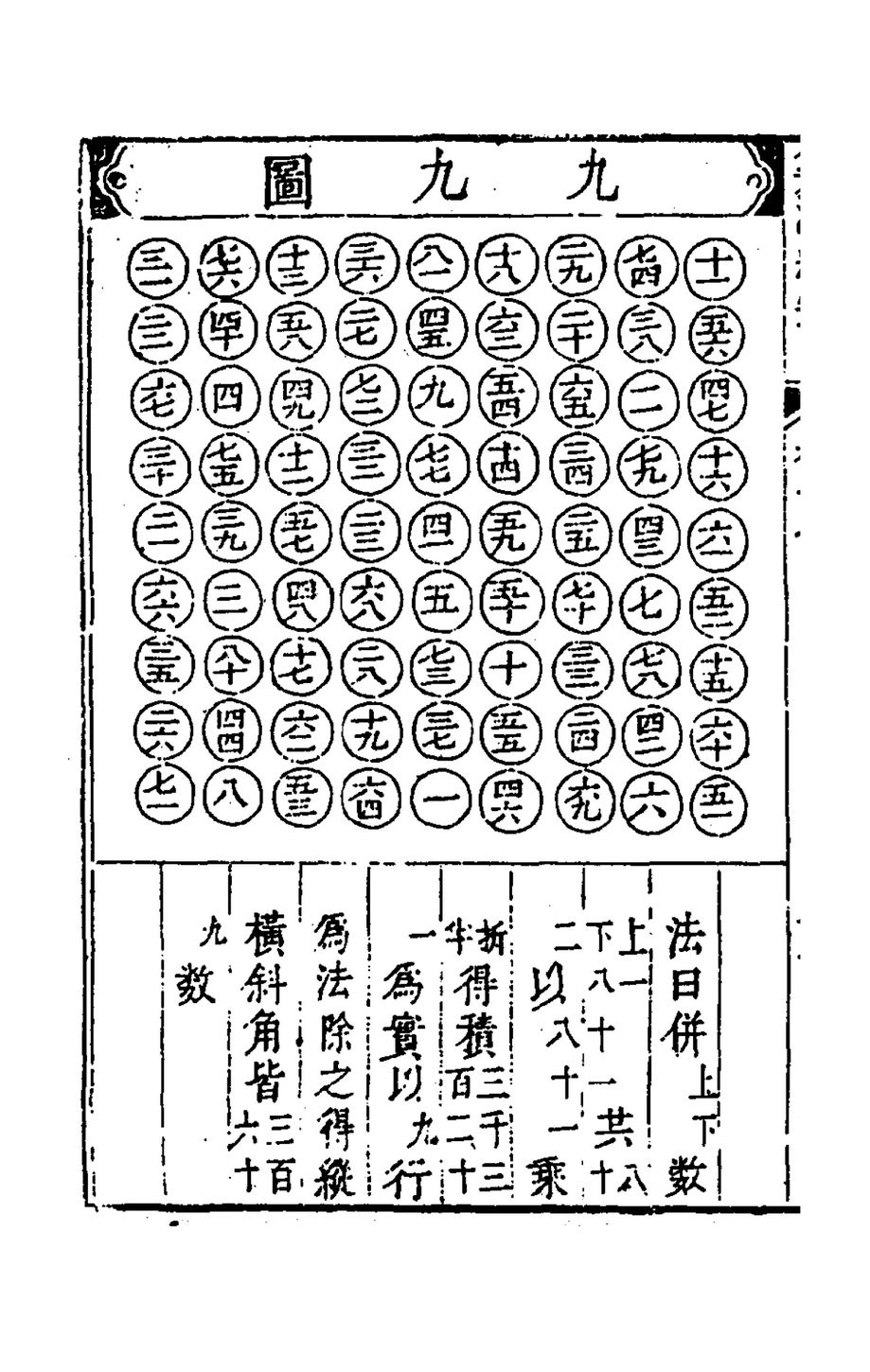
「算法統宗」 九九図。
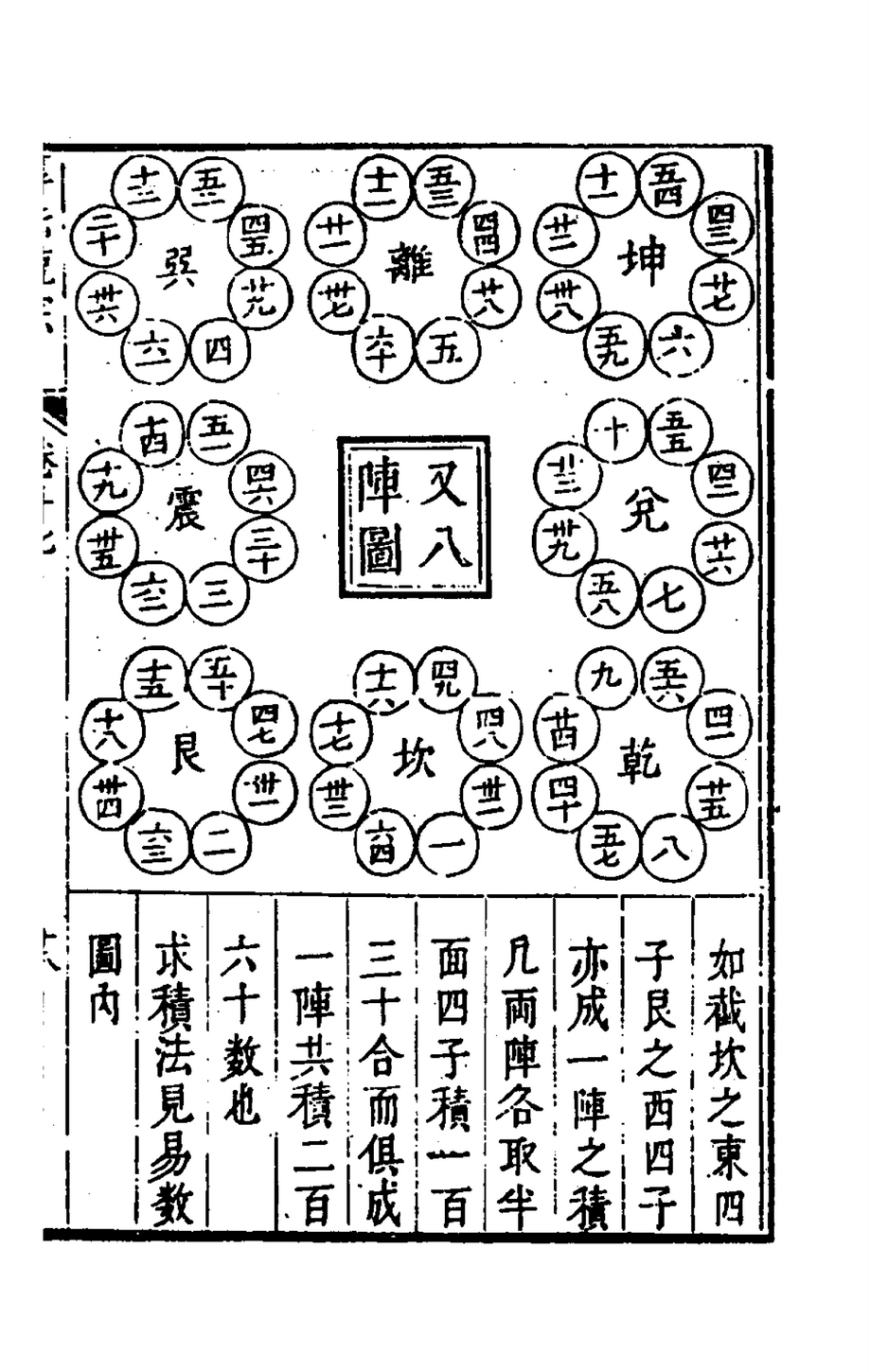
「算法統宗」 又八陣図。
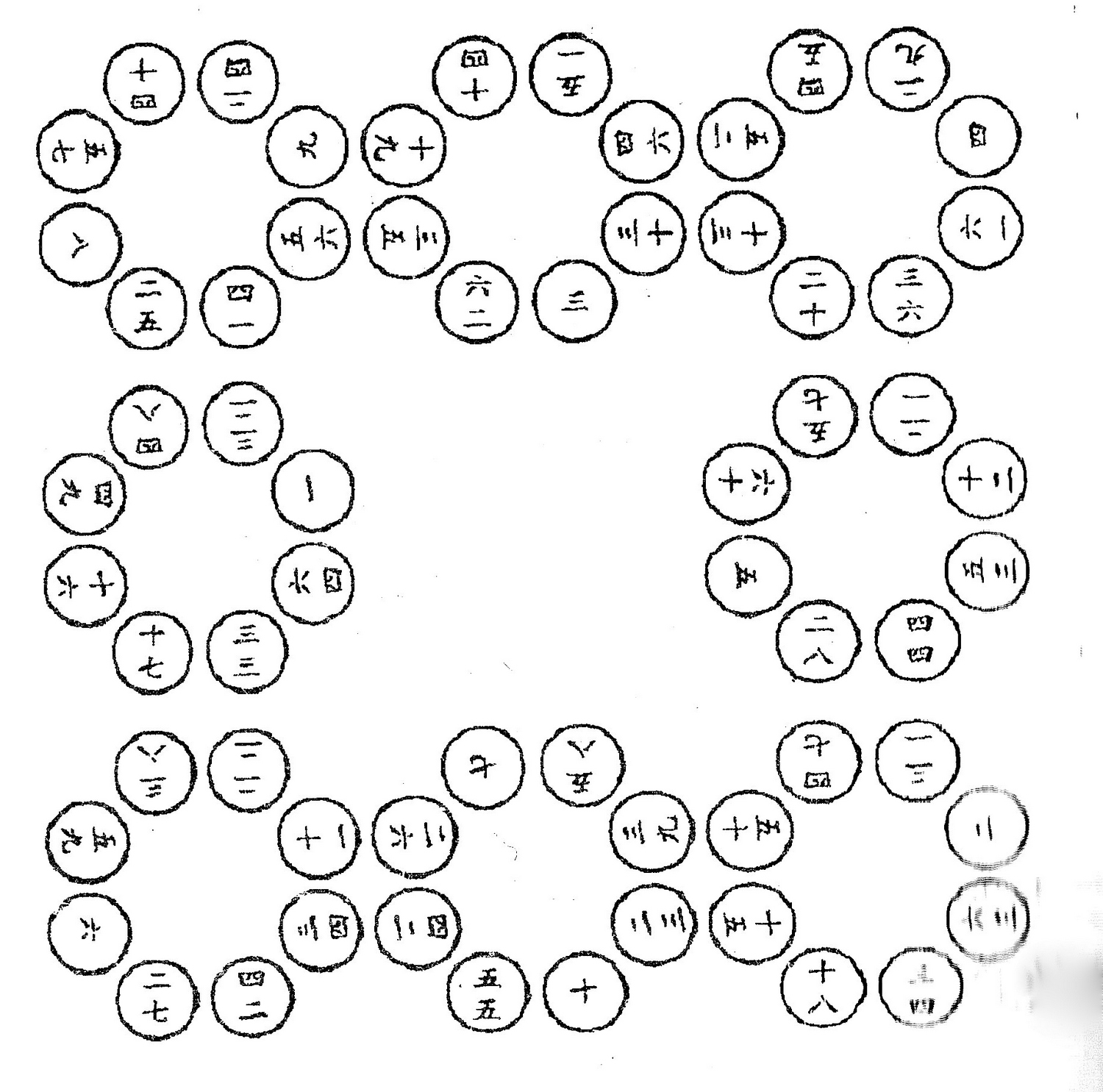
←（参考）13世紀・楊輝による八陣図。ただし、この類似性は一例であり、基本的に「楊輝算法」が「算法統宗」の数学水準を越えているのは方陣に関しての部分のみ、という指摘もある[10]。